# Gilles et Jeanne
Gilles et Jeanne est un roman de Michel Tournier, publié aux Éditions Gallimard en 1983.

## Résumé
Chinon, le 25 février 1429 : au nom du « Roi du Ciel », une jeune fille, à la silhouette androgyne, demande à parler au Dauphin. Jeanne de Domrémy vient chercher Charles pour le conduire à Reims où selon la volonté divine, il sera couronné. Dans le fond de la salle du trône, Gilles de Rais comprend que cette personne, « fille-garçon », rayonnante d'une lumière céleste, représente ce qu'il attend. Gilles et Jeanne deviennent compagnons d'armes, inséparables jusqu'aux premières défaites. Les débuts militaires de Jeanne contre l'occupant anglais sont des succès : Orléans est libéré, les Anglais sont écrasés à Patay ; plusieurs villes se rallient au Dauphin. Le 17 juillet 1429, le sacre du roi a lieu en la cathédrale Notre-Dame-de-Reims. Cependant, Jeanne est blessée devant Paris et les troupes de Charles VII battent en retraite. Enfin, c'est le drame de Compiègne et la fin de l'aventure. Le 30 mai 1431, Jeanne meurt sur le bûcher à Rouen.
Lorsque Gilles apprend la capture de la Pucelle, il tente, en vain, un coup de force sur Rouen et peut seulement pénétrer dans la ville afin de lire les seize chefs d'accusation retenus contre Jeanne. Il l'entend crier trois fois « Jésus ! » lorsque les flammes l'atteignent. Bouleversé, Gilles regagne ses terres ; après une retraite de trois ans, « c'est un ange infernal qui déploiera ses ailes ». Il va découvrir le mal absolu et construire sa légende, celle de « l'Ogre » de Tiffauges, voleur, violeur et assassin d'enfants.
Les rumeurs, dans la contrée, grossissent et un homme commence à frémir : Eustache Blanchet, le confesseur du seigneur Gilles. Un jour où l'odeur de chair carbonisée empeste l'atmosphère de Tiffauges, Blanchet trouve Gilles agité, revivant la mort de Jeanne, s'interrogeant sur le ciel et l'enfer. Le prêtre finit par accepter la mission que Gilles lui confie : partir à Florence où, dit-on, un « nouvel âge d'or » se prépare, et y trouver quelque chose ou quelqu'un qui puisse l'éclairer.
Blanchet entre dans la Toscane du quattrocento, brillante d'or et de beauté. Il rencontre, dans les bas quartiers de Florence, un clerc de vingt ans, Francesco Prelati, qui étudie la poésie, la géomancie et l'alchimie. En sa compagnie et sous le soleil « renaissant », le prêtre vendéen découvre « l'art moderne », soit l'étude de la perspective dans la peinture et celle de l'anatomie dans la sculpture. Effrayé, ébloui, Blanchet parle au Florentin de la sombre Vendée et de l'âme sulfureuse de Gilles de Rais. Prélati pourrait-il redonner au seigneur de Tiffauges « le sens vertical » qui le conduirait des ténèbres vers la lumière? Devant l'océan, Prelati a l'intuition du sens de sa mission : pour relever de « l'horizontalité » « le grouillement des serpents gothiques », il utilisera l'alchimie florentine : il sauvera Gilles par le feu. Arrivé en Vendée, l'alchimiste installe dans la mansarde du château un laboratoire avec une forge et tout l'arsenal de la cuisson lente. Prelati explique à son hôte que Jeanne elle-même a été sauvée par « l'inversion maligne » : lavée par le feu sur le bûcher des sorcières, elle a rejoint le Ciel. Le feu est l'outil, la charnière de la transmutation. Ainsi, Gilles doit passer l'épreuve, descendre en enfer pour remonter vers la lumière divine. Dès lors, ses actes, dirigés ou approuvés par le Florentin, n'ont plus de limites. Pourtant, la visite du futur roi Louis XI, met fin, le 12 décembre 1439, aux expériences de l'alchimiste.
Peu après, Gilles commet l'acte qui va accélérer son arrestation. Il entre dans une église et tente d'étrangler le prêtre officiant qui a le malheur d'être le frère de Geoffroy le Féron, redevable d'une dette envers Gilles. Le 14 septembre 1440, le seigneur de Tiffauges doit se constituer prisonnier et répondre « de la triple inculpation de sorcellerie, sodomie et assassinat ». Le procès s'achève à Nantes le 26 octobre. Gilles est condamné au bûcher. Il meurt « en chrétien » par crainte surtout de l'excommunication et lorsque les flammes l'atteignent, il crie trois fois « Jeanne ! ». Gilles n'est pas « sauvé » et Prelati a échoué parce que :
« À chaque degré de pouvoir doit répondre un certain degré de connaissance. Ce qui est redoutable en effet, c'est le pouvoir illimité commandé par un esprit borné. Il n'est de violence ni de crime qu'il ne faille craindre de mains vigoureuses au service d'une tête faible ».

## Commentaire
Le projet littéraire trouve sa source dans une commande du réalisateur Gérard Blain, qui souhaitait obtenir de Michel Tournier un scénario sur Gilles de Rais. Selon l'écrivain, cette genèse similaire à celle de La Goutte d'or explique le découpage du récit en séquences de longueurs équivalentes ainsi que le nombre important de dialogues en comparaison de ses autres livres.
Ce récit est une fiction qui, sans trahir les faits, « comble les blancs » laissés par l'Histoire. L'interprétation de Tournier devient alors une analyse philosophique et symbolique, construite sur des oppositions qui correspondent au thème central et récurrent de « l'inversion ».

### Gilles et Jeanne
La première opposition se trouve dans la réunion des deux prénoms suffisamment connus pour suggérer d'emblée la rencontre du Monstre et de la Sainte. L'originalité de Tournier consiste, précisément, à montrer comment ces contraires vont se rejoindre.
- Le point de vue de Gilles

Avant l'arrivée de la Pucelle, Gilles de Rais menait l'existence ordinaire et rustre d'un hobereau sans culture ni intelligence. Aucun document ne permet de supposer que la conduite de l'adolescent laisse entrevoir celle de l'adulte. Bon croyant sans doute dans cette époque où la foi est exaltée, le jeune Gilles a besoin d'un idéal ; la Pucelle va combler ce manque. Il se met à croire en elle, comme celle-ci en Dieu, avec le même « feu », la même passion, le même fanatisme. Il la suivra partout, lui dit-il, « au Ciel ou en Enfer ». Après sa mort sur le bûcher, Gilles la cherche sous les traits des jeunes garçons de Vendée et jusque dans l'odeur des corps qu'il brûle. Les chefs d'accusations retenus contre Jeanne tournent dans sa tête faible : « pernicieuse », « cruelle », elle est aux yeux du monde un « monstre en forme de femme ». Seul désormais et sans espoir, il deviendra monstrueux pour la « suivre ».
- Le point de vue de Prelati

Francesco Prelati est un Florentin conquis par la Renaissance. Le personnage, pourtant, est complexe : clerc, attaché à la maison de l'évêque de Mondovi, il étudie l'alchimie. Glorifiant le pouvoir de l'argent, il est pauvre. Croyant, il interprète les Écritures jusqu'au blasphème. Il va s'y référer pour donner un sens aux actes de Gilles. Ainsi, dit-il, Jésus est descendu en enfer avant de gagner le Ciel ; Lucifer est le Porteur de Lumière avant d'être l'Ange déchu des ténèbres, il est l'intercesseur dont l'homme a besoin pour rejoindre Dieu. Et c'est ce même rôle que Prelati veut jouer auprès de Gilles. Il va l'encourager dans le mal en lui suggérant d'offrir en sacrifice des enfants à « Barron », de sorte que du fond du gouffre ardent, Gilles puisse remonter vers le Ciel et rejoindre Jeanne. L'art ésotérique sous-tend le raisonnement de Prelati : le feu contient une ambiguïté fondamentale puisqu'il est « vie et mort, pureté et passion, sainteté et damnation ». Les opposés ne sont jamais aussi éloignés qu'on le croit: le froid intense brûle et la haine est le comble de l'amour. L'alchimiste est « pèlerin du Ciel », passant d'un pôle à l'autre par le phénomène de « l'inversion ».

## Éditions
- Michel Tournier, Gilles et Jeanne : récit, Paris, Gallimard, 1983, 139 p. (ISBN 2-07-024269-2). Réédition : Michel Tournier, Gilles et Jeanne, Paris, Gallimard, coll. « Folio » (no 1707), 1985, 151 p., poche (ISBN 2-07-037707-5).

## Traductions
- (en) Michel Tournier (trad. Alan Sheridan), Gilles & Jeanne, Grove Press (ISBN 978-0-8021-0021-4)
- (en) Michel Tournier (trad. Alan Sheridan), Gilles & Jeanne, Methuen Publishing
- (pt) Michel Tournier (trad. Ana Luísa Faria), Gilles & Jeanne, Lisbonne, Dom Quixote, coll. « Biblioteca de bolso / Ficção » (no 20), 1987, 126 p.